# Мото Гран-Прі Японії 2016
Мото Гран-Прі Японії 2016 року, офіційна назва Motul Grand Prix of Japan — п'ятнадцятий етап чемпіонату світу з шосейно-кільцевих мотоперегонів MotoGP сезону 2016, який відбувся 14-16 жовтня 2016 року на трасі Твін Рінг Мотегі, розташованій у містечку Мотеґі в Японії. Завдяки перемозі в гонці класу MotoGP Марк Маркес достроково виграв чемпіонат, ставши п'ятиразовим чемпіоном світу MotoGP, з них тричі — в «королівському» класі.